# 高根信號場

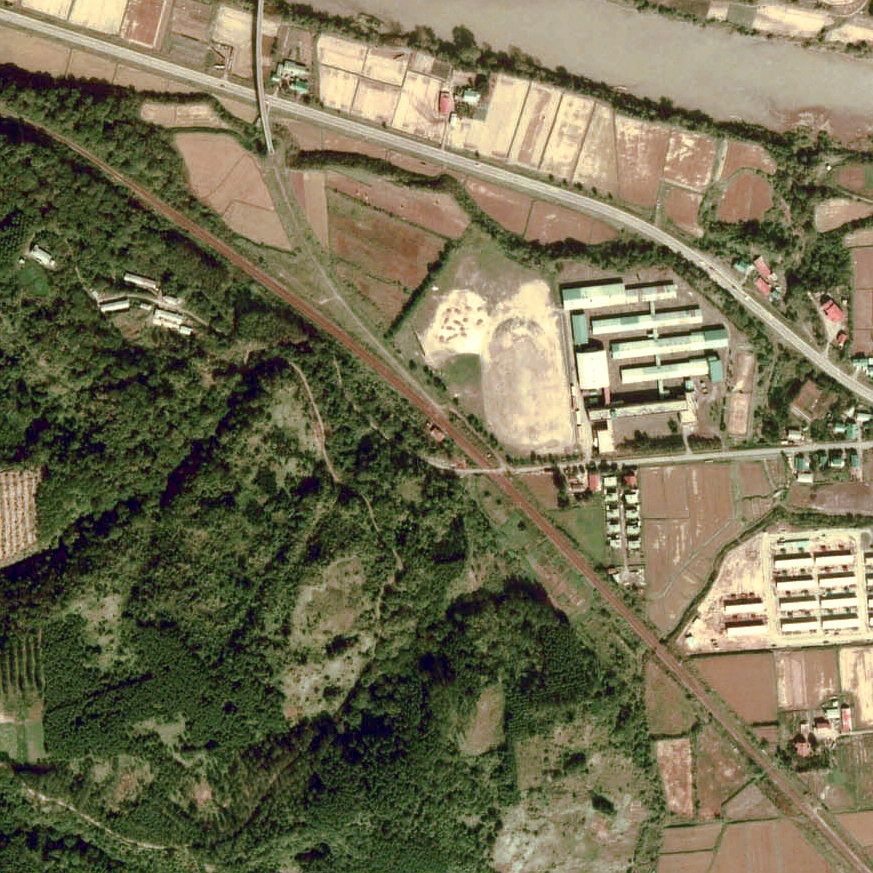
1977年的高根信號場和周邊約1公里範圍。右下方是新得方向。上方跨越空知川的路軌是蘆別線（未成線）。

高根信號場（日语：／ Takane Shingō-jō */?）是位於北海道蘆別市本町，日本國有鐵道（國鐵）根室本線的號誌站（廢站）。事務管理碼為▲130413。

## 歷史
- 1962年（昭和37年）10月1日：號誌站啟用[1]。
- 1982年（昭和57年）10月26日：號誌站被廢除。

## 構造
此號誌站是在單線區間中，以讓列車交會而設的號誌站。列車交會的路軌長度為750米以上，並且設有兩線，以讓長煤炭貨運列車進行列車交會。號誌站是建於在稍微彎曲的路線上。另外，此處預計是根室本線和蘆別線分岔的地點，但是該路線後來暫停建設，變成未成線。

## 周邊
號誌站是位於蘆別市北邊市郊，距離高根煤礦（所在地：同市的高根町）一山之隔。東邊設有蘆別工業高等學校（已關校）。

## 相鄰車站
日本國有鐵道（國鐵）
根室本線
平岸－高根信號場－蘆別

## 注腳
1. 1 2 3  日本国有鉄道営業局総務課 (编). . 日本国有鉄道. 1966: 232  [2022-12-10]. doi:10.11501/1873236 （日语）.

## 相關項目
- 日本號誌站列表（日语：日本の信号場一覧）